# Bóng đá tại Đại hội Thể thao châu Á 1962
Bóng đá tại Đại hội Thể thao châu Á 1962 được tổ chức tại Jakarta, Indonesia từ 25 tháng 8 đến 4 tháng 9 năm 1962.

## Huy chương giành được
| Nội dung | Vàng | Bạc | Đồng |
| -------- | --- | --- | --- |
| Nam      | Peter Thangaraj Prodyut Burman Menon Chandrasekhar Jarnail Singh Trilok Singh Arun Ghosh D. M. K. Afzal Fortunato Franco Ram Bahadur Chhetri Prasanto Sinha Pradip Kumar Banerjee Chuni Goswami Tulsidas Balaram Ethiraj Mohammed Yousuf Khan Arumai Nayagam | Ham Heung-Chul Chung Yeong-Hwan Kim Hong-Bok Cho Nam-Soo Son Kyung-Ho Park Seung-Ok Cha Yong-Man Kim Doo-Sun Kim Chan-Ki Cha Tae-Sung Chung Soon-Chun Cho Yoon-Ok Park Kyung-Hwa Jang Suk-Woo Kim Duk-Joong Jang Ji-Eon Moon Jung-Sik Lee Hyun | Malaysia · Sexton Lourdes · Tunku Ismail · Yee Seng Choy · Ahmad Nazari · Foo Fook Choon · Abdullah Nordin · Kamaruddin Ahmad · Edwin Dutton · Boey Chong Liam · Roslan Buang · I. J. Singh · Stanley Gabrielle · Abdul Ghani Minhat · Robert Choe · Mahat Ambu · Arthur Koh · M. Govindarajoo · Richard Choe · Ibrahim Mydin |

## Bốc thăm
Bốc thăm dành cho bóng đá được tổ chức vào 14 tháng 8 năm 1962.
| Bảng A - Trung Hoa Dân Quốc - Miến Điện - Thái Lan | Bảng B - Việt Nam Cộng hòa - Philippines - Nhật Bản | Bảng C - Mã Lai - Hàn Quốc | Bảng D - Indonesia - Israel - Ấn Độ |

Myanmar rút lui và chính phủ Indonesia từ chối cấp thị thực cho các Đoàn đại biểu Israel và Đài Loan. Bốc thăm diễn ra vào 24 tháng 8 năm 1962.
| Bảng A - Indonesia - Việt Nam Cộng hòa - Mã Lai - Philippines | Bảng B - Thái Lan - Nhật Bản - Ấn Độ - Hàn Quốc |

## Đội
Bảng A
- Indonesia
- Việt Nam Cộng hòa
- Malaysia
- Philippines
Bảng B
- Thái Lan
- Nhật Bản
- Ấn Độ
- Hàn Quốc
■ Chú thích: Theo một số tư liệu tham khảo từ Indonesia chỉ có 4 đội đá với nhau bằng cách bốc thăm (Ấn Độ, Hàn Quốc, Malaysia, Việt Nam Cộng hòa).

## Kết quả

### Vòng loại

#### Bảng A
| Đội               | Pld | W | D | L | GF | GA | GAV   | Pts |
| ----------------- | --- | - | - | - | -- | -- | ----- | --- |
| Việt Nam Cộng hòa | 3   | 2 | 0 | 1 | 9  | 1  | 9.000 | 4   |
| Mã Lai            | 3   | 2 | 0 | 1 | 18 | 6  | 3.000 | 4   |
| Indonesia         | 3   | 2 | 0 | 1 | 9  | 3  | 3.000 | 4   |
| Philippines       | 3   | 0 | 0 | 3 | 1  | 27 | 0.037 | 0   |

| Indonesia | 1 – 0 | Việt Nam Cộng hòa |
| --------- | ----- | ----------------- |
|           |       |                   |

| Mã Lai | 15 – 1 | Philippines |
| ------ | ------ | ----------- |
|        |        |             |

| Indonesia | 6 – 0 | Philippines |
| --------- | ----- | ----------- |
|           |       |             |

| Indonesia | 2 – 3 | Mã Lai |
| --------- | ----- | ------ |
|           |       |        |

| Việt Nam Cộng hòa | 1 – 0 | Mã Lai |
| ----------------- | ----- | ------ |
|                   |       |        |

| Việt Nam Cộng hòa | 1 – 0 | Philippines |
| ----------------- | ----- | ----------- |
|                   |       |             |

#### Bảng B
| Đội      | Pld | W | D | L | GF | GA | GAV   | Pts |
| -------- | --- | - | - | - | -- | -- | ----- | --- |
| Hàn Quốc | 3   | 3 | 0 | 0 | 6  | 2  | 3.000 | 6   |
| Ấn Độ    | 3   | 2 | 0 | 1 | 6  | 3  | 2.000 | 4   |
| Nhật Bản | 3   | 1 | 0 | 2 | 3  | 4  | 0.750 | 2   |
| Thái Lan | 3   | 0 | 0 | 3 | 4  | 10 | 0.400 | 0   |

| Nhật Bản | 3 – 1 | Thái Lan |
| -------- | ----- | -------- |
|          |       |          |

| Ấn Độ | 0 – 2 | Hàn Quốc |
| ----- | ----- | -------- |
|       |       |          |

| Hàn Quốc | 3 – 2 | Thái Lan |
| -------- | ----- | -------- |
|          |       |          |

| Thái Lan | 1 – 4 | Ấn Độ |
| -------- | ----- | ----- |
|          |       |       |

| Ấn Độ | 2 – 0 | Nhật Bản |
| ----- | ----- | -------- |
|       |       |          |

| Hàn Quốc | 1 – 0 | Nhật Bản |
| -------- | ----- | -------- |
|          |       |          |

### Vòng đấu loại trực tiếp
|  | Bán kết           | Bán kết  |                       |   | Tranh huy chương vàng | Tranh huy chương vàng |
|  |                   |          |                       |   |                       |                       |
|  | 1 tháng 9         |          |                       |   |                       |                       |
|  |                   |          |                       |   |                       |                       |
|  | Việt Nam Cộng hòa | 2        |                       |   |                       |                       |
|  | Việt Nam Cộng hòa | 2        | 4 tháng 9             |   |                       |                       |
|  | Ấn Độ             | 3        |                       |   |                       |                       |
|  | Ấn Độ             | 3        | Ấn Độ                 | 2 |                       |                       |
|  | 1 tháng 9         |          | Ấn Độ                 | 2 |                       |                       |
|  |                   | Hàn Quốc | 1                     |   |                       |                       |
|  | Hàn Quốc (h.p.)   | Hàn Quốc | 1                     | 2 |                       |                       |
|  | Hàn Quốc (h.p.)   |          |                       | 2 |                       |                       |
|  | Mã Lai            | 1        |                       |   |                       |                       |
|  | Mã Lai            | 1        | Tranh huy chương đồng |   |                       |                       |
|  |                   |          |                       |   |                       |                       |
|  | 3 tháng 9         |          |                       |   |                       |                       |
|  |                   |          |                       |   |                       |                       |
|  | Việt Nam Cộng hòa | 1        |                       |   |                       |                       |
|  | Việt Nam Cộng hòa | 1        |                       |   |                       |                       |
|  | Mã Lai            | 4        |                       |   |                       |                       |

#### Bán kết
| Việt Nam Cộng hòa | 2 – 3 | Ấn Độ |
| ----------------- | ----- | ----- |
|                   |       |       |

| Hàn Quốc | 2 – 1 (s.h.p.) | Mã Lai |
| -------- | -------------- | ------ |
|          |                |        |

#### Tranh huy chương đồng
| Việt Nam Cộng hòa | 1-4 | Mã Lai |
| ----------------- | --- | ------ |
|                   |     |        |

#### Tranh huy chương vàng
| Ấn Độ                       | 2 – 1 | Hàn Quốc         |
| --------------------------- | ----- | ---------------- |
| Banerjee 17' · J. Singh 20' |       | Cha Tae-Sung 85' |

### Huy chương vàng
| Vô địch Bóng đá nam Asiad 1962 Ấn Độ Lần thứ hai |